# Hallingeristningen

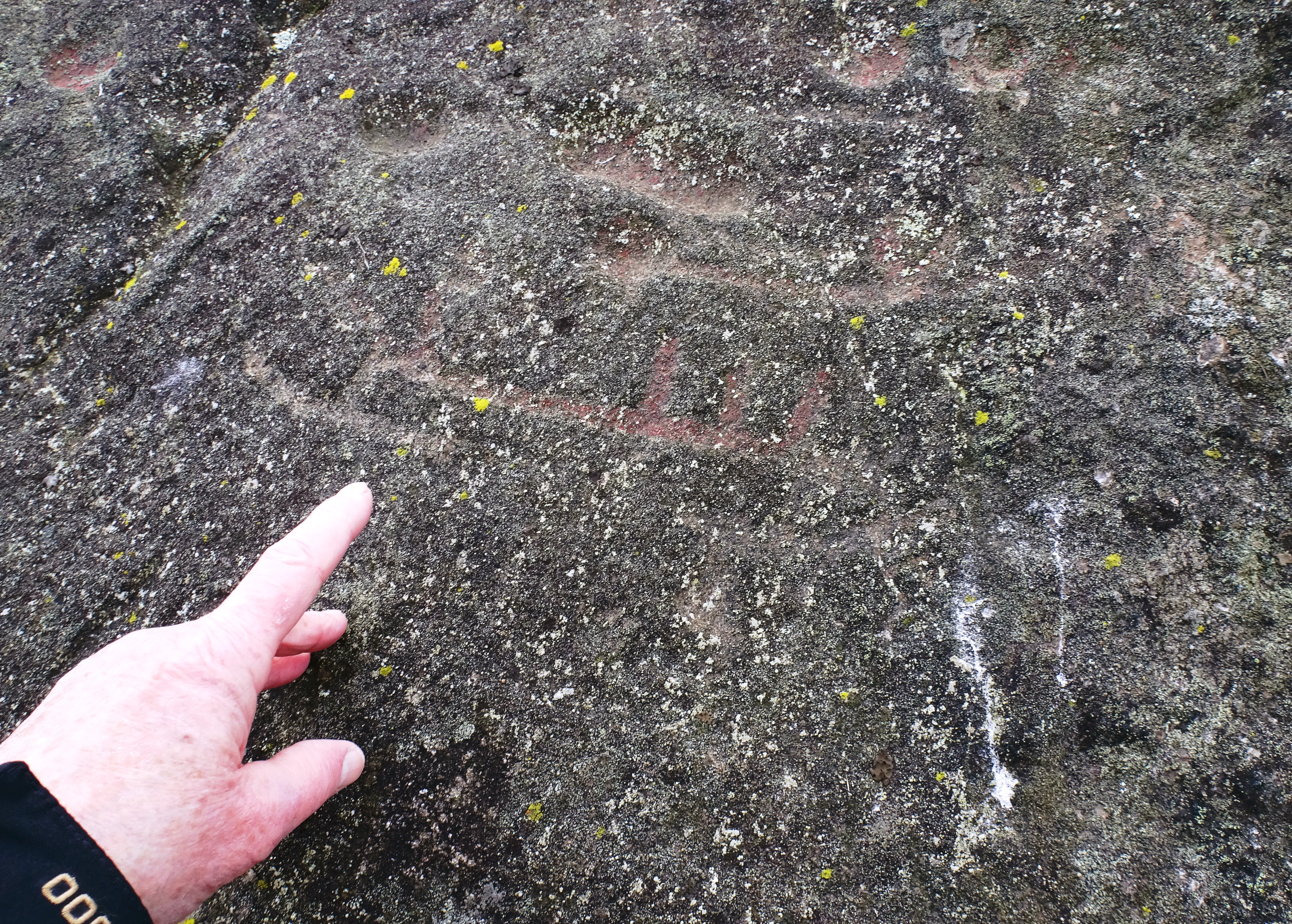
Ett skeppsmotiv på Hallingeristningen.

Hallingeristningen är en hällristning från bronsåldern vid Hallinge gård i Salems socken, Salems kommun, Stockholms län. Ristningen upptäcktes 1975 och består av bland annat flera skeppsmotiv.

## Beskrivning

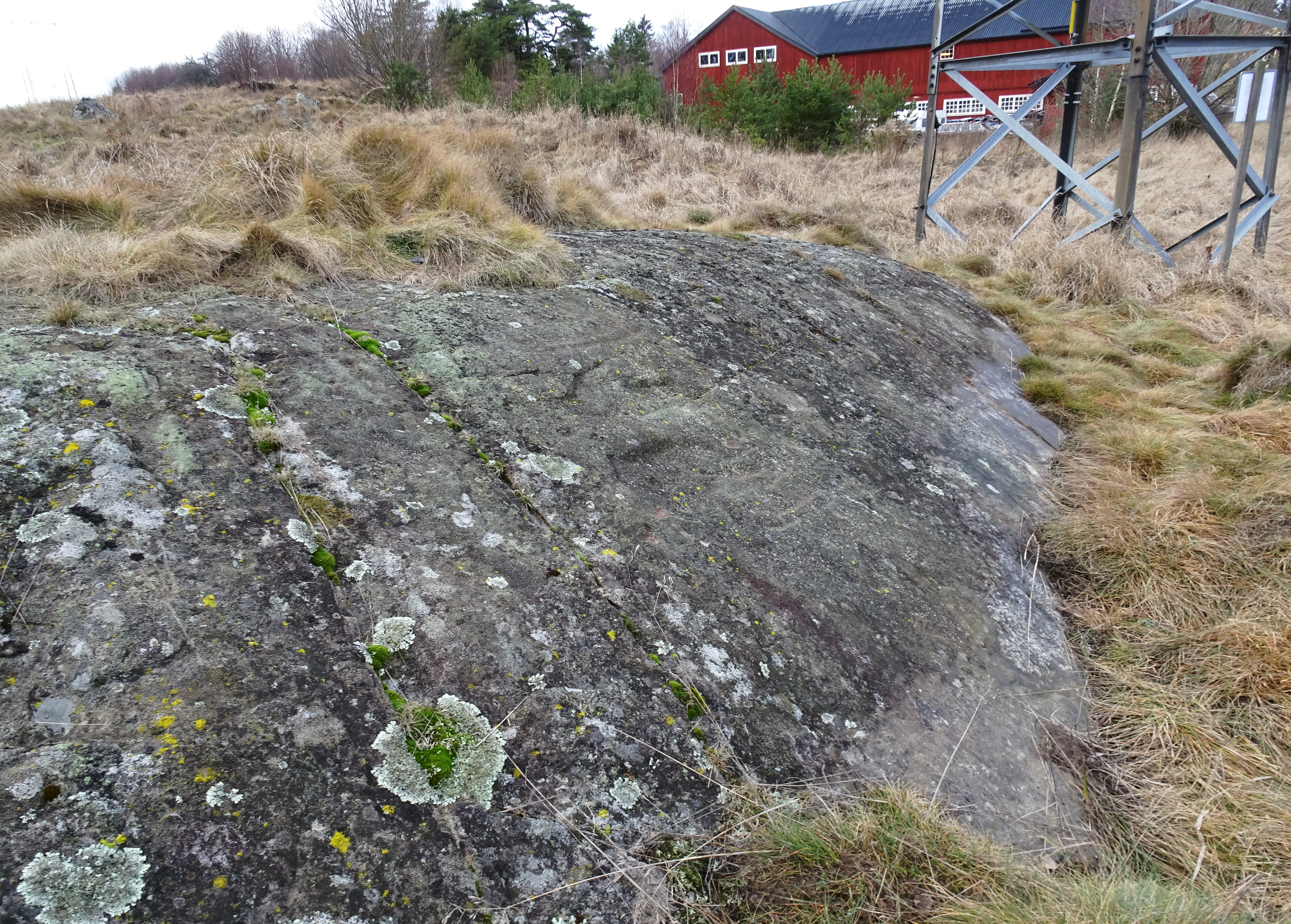
Hällen med ladugården i bakgrunden.

Hällristningen finns på en långsmal berghäll cirka 80 meter sydost om Hallinges stora ladugårdskomplex. Området var på bronsåldern ett vattenområde där man kunde färdas med båt. Ristningen består av fem till sex skeppsmotiv samt ett sextiotal skålgropar, även kallad älvkvarnar. Den ristade ytan sluttar mot öster och åkern och har en yta av cirka 3,9 x 1,3 meter. Skeppen är mellan 22 och 57 centimeter långa och minst tre av dem har så kallade bemanningsstreck som symboliserar människor. Skeppsmotiven omges av skålgropar med 2,5 till 6 centimeter diameter och 0,5 till 2 centimeter djup.
År 2005 genomfördes rengöring och uppmålning av hällristningen. Vid sidan om Slagstaristningen och Ladviks hällristning är Hallingeristningen enligt Stockholms läns museum unik för trakten. I omgivningen finns fler hällristningar i form av skålgropar.